# NGC 3032
NGC 3032 is een lensvormig sterrenstelsel in het sterrenbeeld Leeuw. Het hemelobject werd op 24 december 1827 ontdekt door de Britse astronoom John Herschel.

## Synoniemen
- UGC 5292
- MCG 5-23-46
- ZWG 152.77
- NPM1G +29.0177
- IRAS 09492+2928
- PGC 28424